# Tratado de Ried
O Tratado de Ried de 8 de outubro de 1813 foi um tratado que foi assinado entre o Reino da Baviera e o Império Austríaco. Por este tratado, a Baviera deixou a Confederação do Reno, que era aliada de Napoleão, e concordou em se juntar à Sexta Coalizão contra Napoleão em troca de uma garantia de seu status soberano e independente. Em 14 de outubro, a Baviera fez uma declaração formal de guerra contra a França napoleônica. O tratado foi apoiado apaixonadamente pelo príncipe herdeiro Luís I da Baviera e pelo marechal Karl Philipp von Wrede.
O tratado foi elaborado por Klemens von Metternich, que reuniu os parceiros alemães na Sexta Coalizão. Ao separar a Baviera da Confederação do Reno, Metternich verificou as ambições dos nacionalistas alemães, como o Barão von Stein, que pretendia usar a queda de Napoleão para criar um estado pangermânico. Metternich, um austríaco conservador, desejava evitar um estado pan-germânico que dissolveria a soberania local e geraria o liberalismo, e também desejava evitar a ambição prussiana de bifurcar a Alemanha entre a Prússia e a Áustria. Os artigos secretos do tratado garantiam total soberania à Baviera sob suas fronteiras existentes.
A promulgação do tratado quebrou as linhas de abastecimento de Napoleão, e duas semanas depois ele foi derrotado na Batalha de Leipzig.